# Tobias Laub

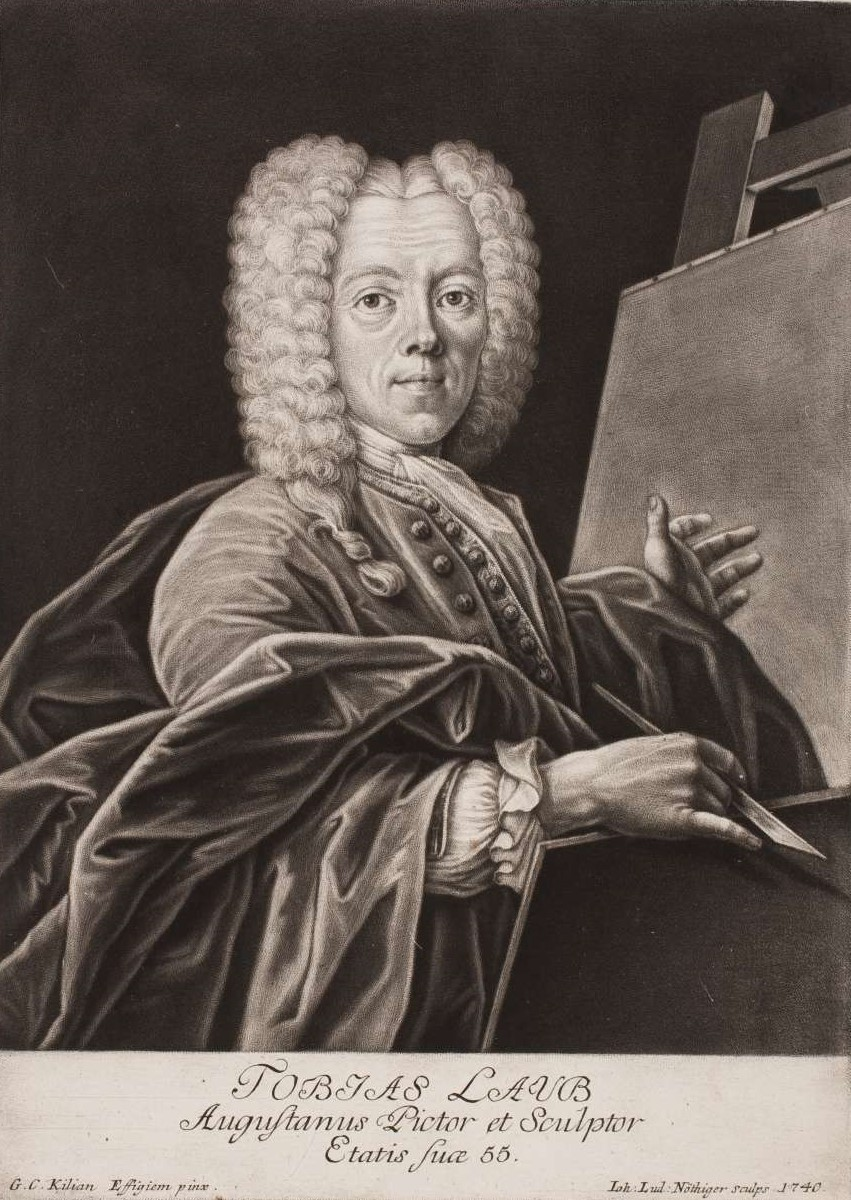
Tobias Laub, um 1740. Mezzotinto-Kupferstich von Johann Ludwig Nöthiger nach einem Gemälde von Georg Christoph Kilian

Tobias Laub (* 9. Juni 1685 (Taufe) in Augsburg; † 2. Januar 1761 ebenda) war ein deutscher Maler und Kupferstecher (Schabkünstler).

## Leben
Tobias Laub war der jüngste Sohn des evangelischen Pfarrers Georg Laub (1626–1686), der seit 1678 Pfarrer von St. Ulrich in Augsburg war, wo Tobias auch am 9. Juni 1685 getauft wurde. Sein ein Jahr älterer Bruder Hieronymus Laub wurde Leibarzt des dänischen Königs.
Er war ein Schüler des Augsburger Malers und Zeichners Isaac Fisches. 1709 heiratet er, 1710 erwarb er die Malergerechtigkeit (d. h. Zulassung der Zunft). 1734 heiratete er ein zweites Mal, 1758 erblindete er.
Er malte fast ausschließlich Porträts, insbesondere von Pfarrern und Persönlichkeiten der protestantischen Gesellschaft Augsburgs, und fertigte Porträts in feiner Mezzotinto-Technik (Schabkunst).
Nach Ausweis des Augsburger Malerbuches waren seine einzigen beiden Lehrlinge Johann Matthias Beck und Gabriel Spitzel; die Schülerschaft von Johann Simon Negges ist dort nicht bezeugt.

## Werke (Auswahl)

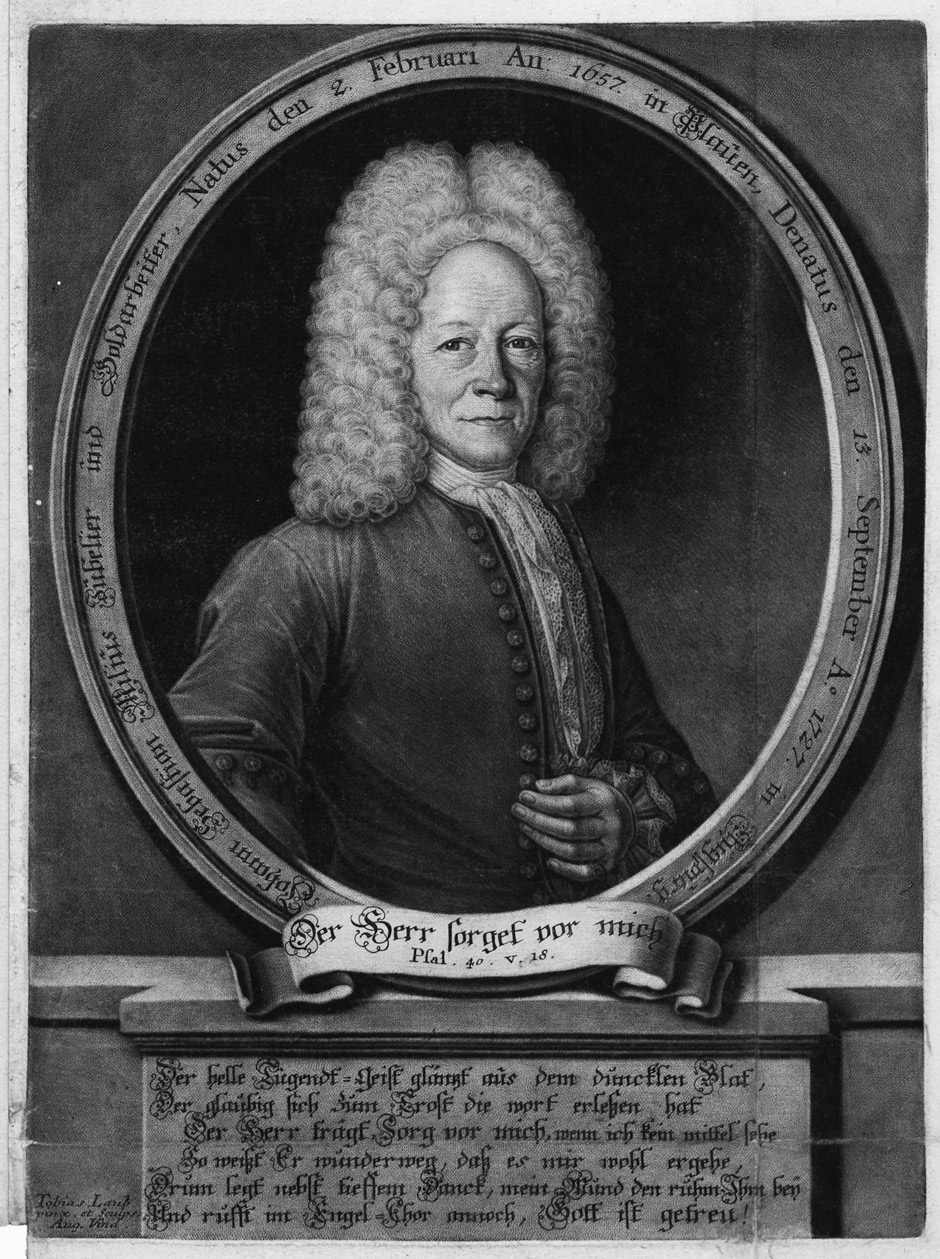
Tobias Laub: Portrait des Goldschmiedes Johann Sebastian Mylius, 1727

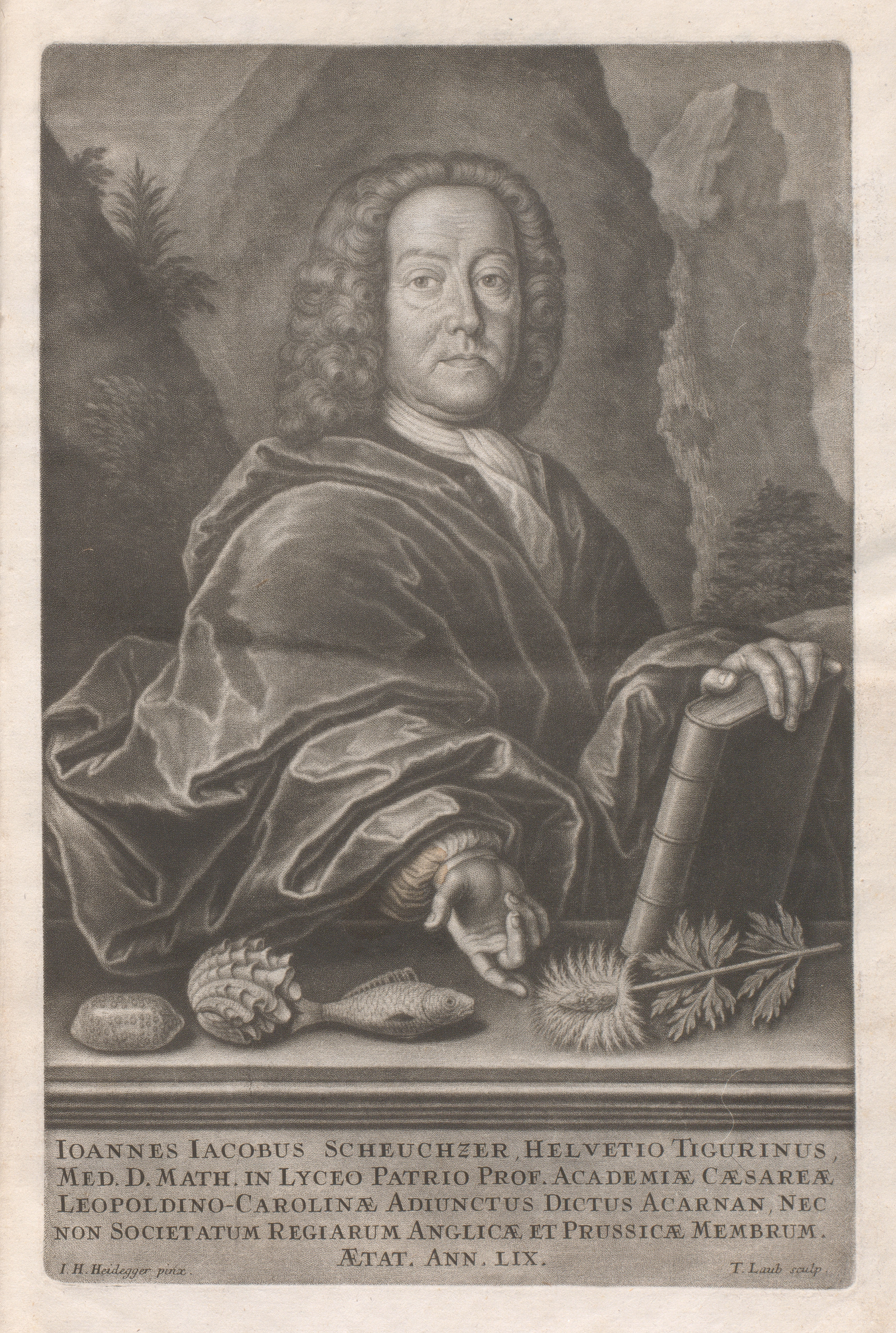
Portrait des Johann Jakob Scheuchzer in Scheuchzers Kupferbibel, 1731

### Gemälde
- Porträt des Goldschmiedes Peter Neuß (1663–1729), Augsburg, Deutsche Barockgalerie Inv. 9468, gestiftet 1711 für die Zunftstube der Goldschmiede in Augsburg.[2]

### Mezzotinto-Kupferstiche
- Portrait des Goldschmiedes Johann Sebastian Mylius, 1727 (siehe Abbildung)
- Porträt des Johann Jakob Scheuchzer nach Vorlage von Johann Ulrich Heidegger in Scheuchzers Kupferbibel, 1731 (siehe Abbildung)
- Porträt des Pfarrers Johann Weidner, nach 1735[3]
- Porträt des Pfarrers Tobias Philipp Laub, 1744[4]
- Titelkupfer zu Sebastian Walch: Portraits aller Herren Burger-Meistern, Der Vortrefflichen Republique, Stadt und Vor-Orths Zürich Von dem 1336ten biß auf das 1742te Jahr. Kempten 1756, nach einer Vorlage von Gottfried Eichler[5]